# Futebol asiático
O futebol na Ásia foi introduzido pela colonização inglesa. Desenvolveu-se de forma distinta em diversos países. No Japão, popularizou-se com a presesnça de Zico no Kashima Antlers e posteriormente na seleção nacional. O Japão sediou por vários anos a Copa Toyota, antes de haver um mundial de futebol oficial da FIFA.
Na China o desenvolvimento está ocorrendo neste século XXI. São bilhões de dólares sendo investidos para introduzir o país no cenário mundial. A Super Liga Chinesa conta com diversos jogadores de fama mundial.